# 新党・自由と希望
新党・自由と希望（しんとう じゆうときぼう）は、日本の政治団体。

## 概要
白川勝彦が2001年3月に4ヵ月後に迫った参議院選挙・比例区に出馬する為に結党した確認団体（政党ではない）。自民党と、公明党が連立する事についての是非を国民に広く問い、立正佼成会の推薦（組織票の2/3）を得た。選挙広告で「（公明党の母体である）創価学会の政治支配と戦う唯一の政党です」と主張したが、朝日新聞と読売新聞は掲載を拒否した。
白川本人だけで30万9,994票、党全体での得票総数は47万4,885票を獲得したが、議席を得る事はできなかった。得票率が1%を切ったため、公職選挙法の規定により広告・ポスターなどの無料特典を受けられず、実費を徴収された。間もなく解党したものと誤解されているが、「リベラル政治研究会」に名称変更、白川が死去する直前の2019年11月5日まで存続した。